# Dedicado a nadie
Dedicado a nadie, es un cortometraje argentino de terror y suspenso estrenado en 2008. Es interpretado por Samantha Zoppo y Felipe Villanueva.

## Sinopsis
Fabiana (Samantha Zoppo) es una chica tímida e introvertida, a veces su mejor amigo, Matías (Felipe Villanueva) la acompaña. Un día un extraño y oscuro ser aparece en su casa. Fabiana intentará relacionarse con él. ¿Podrá encontrar la verdadera amistad en alguien que no es de este mundo?.

## Reparto
- Samantha Zoppo como Fabiana.
- Felipe Villanueva como Matías.
- José Arrue como el visitante.
- Liliana Kolinsky como la madre de Fabiana.
- Martín Shenfeld como Germán.

- Datos: Q5801211